# Bellator 131
Bellator 131: Tito vs. Bonnar foi um evento de artes marciais mistas promovido pelo Bellator MMA, ocorrido em 15 de novembro de 2014 no Valley View Casino Center em San Diego, Califórnia. O evento foi transmitido ao vivo na Spike TV.

## Background
O evento foi anunciado durante a estreia da 11ª temporada do Bellator no dia 5 de setembro de 2014.
O presidente do Bellator Scott Coker anunciou que o evento principal será entre dois ex-lutadores da categoria meio-pesado do UFC, com Tito Ortiz enfrentando o recém contratado Stephan Bonnar.
Além disso, foi anunciado que o co-evento principal será uma revanche entre o Campeão Peso Leve Interino entre o atual campeão Will Brooks e o ex-campeão Michael Chandler, valendo o Cinturão Peso Leve do Bellator, que se encontra vago.

## Card Oficial
Nota 1 Pelo Cinturão Peso-Leve Vago do Bellator.

## Ligações Externas
1. ↑  Nota 1